# Gabriel Garcia i Anglada
Gabriel Garcia i Anglada (Girona, 7 de gener del 1876 - Cassà de la Selva, 23 d'octubre del 1936) va ser un sacerdot, mestre de capella i organista a Cassà de la Selva. Estudià música i la carrera eclesiàstica al Seminari de Girona i, tot just ordenat el 1900 va ser destinat a la parròquia de Cassà, on hi creà una capella musical, embrió el 1901 de l'Orfeó Catalunya, de molta futura anomenada, i que existí fins al 1921. Formà un gran nombre de futurs músics, com Joaquim Poll, Ramon Serrat, Pere Mercader, Manuel Dalmau, Martí Llosent i Josep Prunell i Sureda (Cassà, 1901-Girona, 1976, futur salmista de la catedral de Girona). El 1900 dirigia l'Orfeó de Santa Cecília de Girona, i als anys 10 del segle XX col·laborà en les sessions preparatòries de la nounada Cobla Orquestra La Selvatana
L'ajuntament de Cassà li dedicà el carrer "Mossèn Gabriel Garcia"